# 9415 Yujiokimura
9415 Yujiokimura este un asteroid din centura principală de asteroizi.

## Descriere
9415 Yujiokimura este un asteroid din centura principală de asteroizi. A fost descoperit pe 1 noiembrie 1995 la Ōizumi de Takao Kobayashi. Asteroidul prezintă o orbită caracterizată de o semiaxă mare de 2,20 ua, o excentricitate de 0,07 și o înclinație de 3,1° în raport cu ecliptica.